# دختران دری
دختران دِری (انگلیسی: Derry Girls) نام یک مجموعه تلویزیونی کمدی و کمدی سیاه است که توسط کانال ۴ ساخته شده و داستان چند دختر و یک پسر دبیرستانی در شهر دری در ایرلند شمالی در دهه ۱۹۹۰ را روایت می‌کند. اولین فصل آن در فوریه ۲۰۱۸ پخش شد، فصل دوم آن در مارس و آوریل ۲۰۱۹ و فصل سوم در سال ۲۰۲۰ روی پخش خواهد شد.